# Yahya Khel
Yahya Khel är ett distrikt i Afghanistan. Det ligger i provinsen Paktika, i den centrala delen av landet, 180 kilometer söder om huvudstaden Kabul.
Distriktet beräknades år 2022 ha cirka 31 000 invånare.